# Necromandus
Necromandus ist eine englische Progressive- und Hard-Rock-Band aus der Grafschaft Cumberland, die 1968 gegründet wurde, sich 1973 auflöste und seit 2015 wieder aktiv ist.

## Geschichte
Die Gründung der Band geht auf das Jahr 1968 zurück und auf den Zerfall der beiden aus dem Westen Cumbrias stammenden Gruppen Jug und Heaven. Die Necromandus-Besetzung bestand aus den ehemaligen Jug-Mitgliedern Barry „Baz“ Dunnery (E-Gitarre) und Bill Branch (Gesang) und den ehemaligen Heaven-Mitgliedern Dennis McCarten (E-Bass) und Frank Hall (Schlagzeug). Anfangs durchlief die Band eine Reihe von Namensänderungen, einigen Namen hiervon waren Heavy Hand, Urinal, Hot Spring Water und Taurus, ehe man sich für Necromandus entschied. Der Name Necromandus wurde in einer Radiosendung ermittelt, in der die Hörerschaft nach dem passendsten Namen gefragt wurde. Der Vorschlag war zuvor vom Schlagzeuger Frank Hall angegeben worden, der unbewusst die Worte „Nostradamus“ und „Necromancer“ (Totenbeschwörer) vermischt hatte. Heaven konnte sich damals nach einem Auftritt im Towbar Club in Nethertown mit Earth, die späteren Black Sabbath, anfreunden und auch Necromandus konnte mehrfach mit Black Sabbath auftreten. Dadurch freundeten sich beide Bands miteinander an und Tony Iommi erklärte sich bereit, Manager von Necromandus zu werden. Iommi und der Schlagzeuger Frank Hall hatten sich zuvor 1968 kennengelernt, als Iommi mit seiner Band Mythology aufgetreten war und Hall als Zuschauer das Konzert besucht hatte. 1972 verlegte die Gruppe ihren Sitz nach Birmingham, woraufhin sie dort verstärkt Auftritte abhielt. Später im Jahr fanden Aufnahmearbeiten in den Zella Studios in Edgbaston statt, woraus die von Iommi produzierte Single Judy Green Rocket entstand. Im Februar 1973 wurde in den Morgan Studios in London, erneut mit Iommi als Produzenten, das damals noch unbetitelte Debütalbum aufgenommen. Iommi steuerte für das Titellied auch ein paar E-Gitarren-Passagen bei. Als Label erwählte Iommi Vertigo Records, da bei diesem bereits zuvor mehrere Black-Sabbath-Alben veröffentlicht worden waren. Im Frühling spielte die Band Auftritte mit Thin Lizzy und Trapeze und führte auch eine Tournee mit Judas Priest durch. Nach der Fertigstellung des Albums nahm die Band an einer Black-Sabbath-Tournee durch Großbritannien teil. Danach folgte eine eigene Tour, bei der ihr Auftritt im Casino in Blackpool privat aufgenommen und erst 32 Jahre später als 2005er Live-Album Live öffentlich publiziert wurde. Auch spielte die Band zusammen mit Badger. Im August 1973 nahm die Band an dem Kendal Rock Festival teil. Auch trat die Band in der Whitehaven Civic Hall vor rund 800 Zuschauern auf. Da Black Sabbath zu dieser Zeit stark in den USA aktiv war, konnte sich Iommi nicht mehr um Necromandus kümmern, sodass sich die für März 1973 geplante Albumveröffentlichung verzögerte. Gegen Ende des Jahres verließ Dunnery die Besetzung, woraufhin sich Vertigo Records entschloss, das Album gar nicht zu veröffentlichen. Es erschien erst 1999 unter dem Titel Orexis of Death und wurde 2005 unter der Namenserweiterung Orexis of Death Plus… mit zwei Bonusliedern wiederveröffentlicht. Die Liedtitel dieser Veröffentlichungen weichen von den ursprünglich von den Bandmitgliedern vorgesehenen ab. 2010 wurde es erneut wiederveröffentlicht, diesmal mit dem Live-Album als Bonus. 2005 erschien der Tonträger Necrothology, der alternative Versionen der Lieder des Albums sowie einen Live-Song enthält. Nach einem Auftritt im Slypt Disc in Workington kam es zur Auflösung der Band.
Nach der Auflösung taten sich die drei Mitglieder mit Ozzy Osbourne zusammen, um ihm bei Proben für sein Solo-Debütalbum Blizzard of Ozz auszuhelfen. Bill Branch, Dennis McCarten und Barry Dunnery sind mittlerweile verstorben.
Im Sommer 2015 stieß John Marcangelo auf alte Aufnahmen, die er im Jahr 1975 zusammen mit Barry Dunnery gemacht hatte. Auf Grundlage dieser Aufnahmen arbeitete Marcangelo an neuen Songs. Dabei halfen ihm der Originalschlagzeuger Frank Hall, der Gitarrist Dean Newton, der Bassist Banjo Cunanan und der Sänger John Branch, Sohn des Originalsängers. Marcangelo selbst spielte das Keyboard ein. Für das anstehende Album wurden drei Songs vom Debütalbum neu eingespielt und acht neue Lieder aufgenommen. Das Ergebnis erschien selbstbetitelt 2017 beim bandeigenen Label Mandus Music.

## Stil
Atavachron von progarchives.com schrieb, dass die Band vom Magazin Melody Maker als Black Sabbath, die die Greatest Hits von Yes spielen würden, bezeichnet wurde. Eduardo Rivadavia von Allmusic gab an, dass es sich bei Necromandus um eine Proto-Metal-Band handelt, deren Musik damals als progressiver Blues bezeichnet worden sei. In seiner Rezension zu Orexis of Death & Live von Walter von Metal.de zog dieser ebenfalls einen Vergleich zu Black Sabbath. Die Gruppe arbeite harte und psychedelische sowie Art- als auch Progressive-Rock-Elemente in die Musik ein. Im Interview mit Matthias Mader vom Rock Hard gab Frank Hall an, dass er und Barry „Baz“ Dunnery damals große Jazz-Fans gewesen seien und er weniger ein Fan von Heavy Metal. Die Gruppe komme eher aus der Progressive-Rock-Richtung, sodass er die Bezeichnung „Heavy Progressive Rock“ als passend empfinde. Mit Themen wie Okkultismus oder schwarze Magie habe die Band trotz ihres Namens nichts zu tun. Vielmehr habe Bill Branch über Themen aus seinem alltäglichen Leben geschrieben. Da die Band aus einer eher ländlichen Gegend stamme, könne man auch eine Naturbezogenheit in den Texten wiedererkennen. Laut Mader pendelt Necromandus wie auch Orexis of Death zwischen Progressive-, Jazz-, Folk- und Hard-Rock. Ein paar Ausgaben später rezensierte Mader das selbstbetitelte Album und bemerkte, dass John Branchs Gesang stark an den seines Vaters erinnert. Die Musik sei vielseitig und authentisch und höre sich stellenweise wie eine rockige Version der Black-Sabbath-Klassiker von Mitte der 1970er Jahre an. An anderen Stellen bediene sich die Gruppe beim Progressive- oder Folk-Rock sowie dem Fusion-Stil. Generell lasse sich die Musik mit der von Atomic Rooster oder Deep Purple vergleichen.

## Diskografie
- 1991: Quicksand Dream (Album, Reflection Records)
- 1999: Orexis of Death (Album, Audio Archives)
- 2005: Live (Live-Album, Audio Archives)
- 2005: Necrothology (Kompilation, Audio Archives)
- 2005: Orexis of Death Plus… (Wiederveröffentlichung von Orexis of Death mit Bonusmaterial, Audio Archives)
- 2010: Orexis of Death & Live (Kompilation, Rise Above Relics Records)
- 2017: Necromandus (Album, Mandus Music)